# Putišići
 Ovo je glavno značenje pojma Putišići. Za druga značenja pogledajte Putišići (Foča, BiH).
Putišići su naselje u Splitsko-dalmatinskoj županiji. 

## Zemljopis
Nalaze se u Gornjim Poljicima.

## Upravna organizacija
Nastalo je izdvajanjem iz naselja Donjeg Doca.
Gradsko su naselje grada Omiša po upravnoj organizaciji, iako su od samog naselja Omiša udaljeni nekoliko kilometara. 
Po poštanskoj organizaciji, pripadaju poštanskom uredu u Donjem Docu.

## Stanovništvo
Većinsko i jedino autohtono stanovništvo ovog sela su Hrvati.
| broj stanovnika | 91    |       | 147   | 104   | 108   | 108   | 184   | 185   | 153   | 167   | 155   | 132   | 120   | 69    | 56    | 46    | 37    |
|                 | 1857. | 1869. | 1880. | 1890. | 1900. | 1910. | 1921. | 1931. | 1948. | 1953. | 1961. | 1971. | 1981. | 1991. | 2001. | 2011. | 2021. |